# Escut de Guardamar de la Safor
L'escut de Guardamar de la Safor és un símbol representatiu oficial de Guardamar de la Safor, municipi del País Valencià, a la comarca de la Safor. Té el següent blasonament:
| « | Escut quadrilong de punta redona. D'argent, una torre del seu color, sobre tres faixes ondades d'atzur. Al timbre, corona reial oberta. | » |

## Història
L'escut s'aprovà per Resolució de 21 de novembre de 2003, del conseller de Justícia i Administracions Públiques, publicada al DOGV núm. 4.648, d'11 de desembre de 2003.
La torre damunt les ones és un senyal parlant que recorda el topònim de la localitat, Guardamar, en el sentit de lloc de vigilància de la costa.